# Zbór Warszawa-Żoliborz Kościoła Adwentystów Dnia Siódmego
Zbór Warszawa-Żoliborz Kościoła Adwentystów Dnia Siódmego – jeden z czterech zborów adwentystycznych w Warszawie, działający na dzielnicy Żoliborz, należący do okręgu mazowieckiego diecezji wschodniej Kościoła Adwentystów Dnia Siódmego w RP.
Pastorem zboru jest kazn. Zdzisław Ples. Nabożeństwa odbywają się na terenie kampusu AWF przy ul. Marymonckiej 34.